# The Side Effects
The Side Effects è il sesto album in studio del gruppo musicale giapponese Coldrain, pubblicato il 28 agosto 2019 dalla Warner Music Japan.

## Tracce
Testi di Masato Hayakawa, musiche di Masato Hayakawa e Ryo Yokochi.
1. Mayday (feat. Ryo Kinoshita) – 3:47
2. Coexist – 3:41
3. See You – 3:49
4. Speak – 3:13
5. The Side Effects – 3:44
6. January 1st – 4:39
7. Insomnia – 4:22
8. Answer/Sickness – 3:44
9. Breathe – 4:13
10. Stay the Course – 4:09
11. Revolution – 3:45
12. Li(e)fe – 3:18

## Formazione
- Masato David Hayakawa (マサト; Masato) – voce
- Ryo Yokochi (ヨコチ, Y.K.C) – chitarra, tastiera, programmazioni
- Kazuya Sugiyama (スギ, Sugi) – chitarra, cori
- Ryo Shimizu (リョウ, RxYxO) – basso, cori
- Katsuma Minatani (カツマ, Katsuma) – batteria, percussioni

## Classifiche
| Classifica (2019) | Posizione massima |
| ----------------- | ----------------- |
| Giappone          | 10                |